# Mario Vellani Marchi

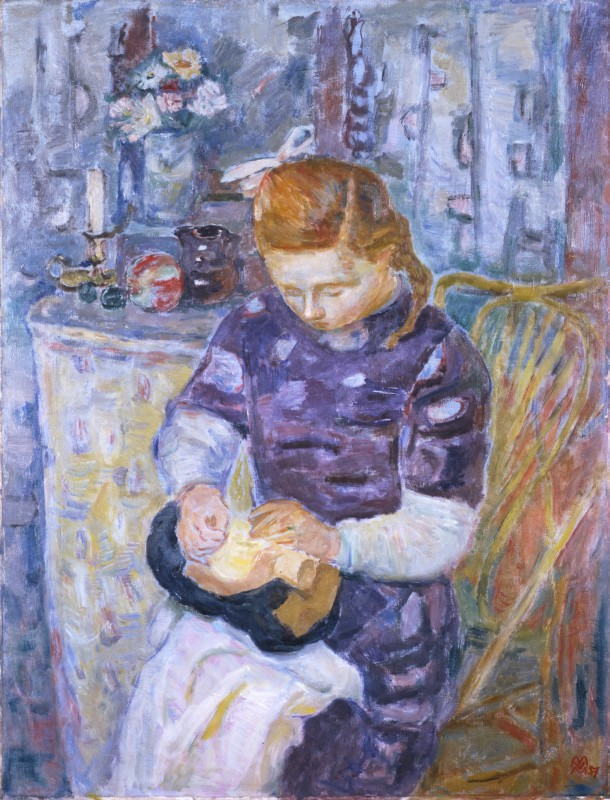
La Rossina merlettaia, 1957 (Fondazione Cariplo)

Mario Vellani Marchi (Modena, 1895 – Milano, 1979) è stato un pittore italiano.

## Biografia
Nato a Modena nel 1895, vi studia nella locale Accademia di Belle Arti dove è allievo di Giuseppe Graziosi e di Pio Semeghini.

Prende parte come ufficiale alla prima guerra mondiale.
Nel 1924 è invitato a partecipare alla Biennale di Venezia; negli anni successivi tornerà a prendervi parte in altre undici edizioni.

Si trasferisce a Milano nel 1925; conosce Orio Vergani e Riccardo Bacchelli ed è tra i fondatori del cenacolo artistico di via Bagutta.
È fra i pittori che l'imprenditore Giuseppe Verzocchi contatta per la sua raccolta di opere sul tema del lavoro: tra il 1949 e il 1950, Vellani Marchi realizza le Piccole merlettaie buranelle (1949-1950), quadro che, insieme all'Autoritratto, è oggi conservato nella Collezione Verzocchi, presso la Pinacoteca Civica di Forlì.
È chiamato ad insegnare all'ISIA, l'innovativa scuola d'arte avviata pochi anni prima a Monza.
Collabora a varie riviste: La Fiera Letteraria, La Lettura e L'illustrazione italiana.
Crea anche costumi e allestimenti scenografici per il Teatro alla Scala.
Muore a Milano nel 1979.

## La poetica
Procedendo da un'impostazione classica perviene ad un modo espressivo più poetico e personale, motivato dalla vicinanza con la cosiddetta "Scuola di Burano" e l'amico veneziano Carlo Dalla Zorza.